# Odaát regények és könyvek
Az Odaát című amerikai természetfeletti sorozathoz többféle könyvet is kiadtak és adnak a jövőben. Köztük van különböző szerzők által írt regények, a sorozathoz szorosan kapcsolódó kézikönyvek, és az Odaát világával foglalkozó egyéb kiadványok.

## Regények
Mint ahogy sok más sorozatnál is megszokott (pl.: Monk, Bűbájos boszorkák), az Odaát is megjelent regény formájában, melyet különböző írók alkotnak. Az első könyv a „Nevermore” (Soha többé) címet viseli, és Keith R.A. DeCandido tollából származik. A kötet az amerikai Harper Collins kiadó jóvoltából került 2007. augusztus 1-jén a polcokra.
A regények történetei cselekmény szempontjából különáll a sorozattól, tehát az epizódokban nem találunk utalást a könyv cselekményeire. Azonban a regény eseményeit erősen befolyásolják a sorozat részei, tehát említést tesznek korábbi történésekről.

### Az Odaát-regények listája
| Kép | Eredeti cím / Magyar jelentése  | Adatok |
| --- | ------------------------------- | --- |
|     | Nevermore / "Soha már"          | - amerikai megjelenés: 2007. augusztus 1. - írta: Keith R.A. DeCandido - oldalszám: 336 oldal - amerikai kiadó: Harper Collins - ISBN 0061370908 Sam és Dean a New York-i Bronxba utazik, hogy utánajárjanak egy rocker szellemjárta házának. Azonban egyéb más gyilkosságokra is felfigyelnek, melyek rendkívül hasonlítanak a környéken élt Edgar Allan Poe horrortörténetére… |
|     | Witch's Canyon / "Banya kanyon" | - amerikai megjelenés: 2007. november 1. - írta: Jeff Mariotte - oldalszám: 368 oldal - amerikai kiadó: Harper Collins - ISBN 0061370916 |

## Egyéb kiadványok
Az Odaát világához kapcsolódóan a regényeken kívül más nyomtatványokat is adnak ki. Ilyenekhez sorolható "Könyv az Odaát szörnyeiről, szellemeiről, démonairól és zombijairól" című kiadás, amely a történetben fellelhető természetfeletti lényekről ad részletes leírást, képekkel és egyéb információkkal gazdagítva, és kiegészítve addigi tudásunkat. Érdekesség, hogy Sam és Dean sorozatbeli jegyzeteit is megtaláljuk a könyvben.
Készülnek továbbá az Odaát évadaihoz írt hivatalos kézikönyvek is, melyet exkluzív interjúkkal, fényképekkel, kulisszatitkokkal, teljes epizódismertetőkkel és a színészekről készült színes fotókkal tettek még érdekesebbé és izgalmasabbá a lelkes olvasó számára az alkotók.
Egyéb odaátos kiadványok listája
| Kép | Eredeti cím / Magyar jelentése | Adatok |
| --- | --- | --- |
|     | The Supernatural Book of Monsters, Spirits, Demons, and Ghouls / "Könyv az Odaát szörnyeiről, szellemeiről, démonairól és zombijairól" | - amerikai megjelenés: 2007. szeptember 4. - írta: Alex Irvine - oldalszám: 240 oldal - amerikai kiadó: Harper Collins - ISBN 0061367036  |
|     | Supernatural – The Official Companion Season 1 / "Odaát – A hivatalos kézikönyv 1. évad"                                               | - amerikai megjelenés: 2007. szeptember 25. - írta: Nicolas Knight - oldalszám: 176 oldal - amerikai kiadó: Titan Books - ISBN 1845765354 |
|     | Supernatural – The Official Companion Season 2 / "Odaát – A hivatalos kézikönyv 2. évad"                                               | - amerikai megjelenés: 2008. április 8. - írta: Nicolas Knight - oldalszám: 176 oldal - amerikai kiadó: Titan Books - ISBN 1845766571     |